# Cajay (distrito)
Cajay é um distrito peruano localizado na Província de Huari, departamento Ancash. Sua capital é a cidade de Cajay.

## Transporte
O distrito de Cajay é servido pela seguinte rodovia:
- PE-14A, que liga o distrito de Huaraz à cidade de Rupa-Rupa (Região de Huánuco)
- PE-14B, que liga o distrito à cidade de Huantar
- AN-108, que liga a cidade de Masin ao distrito de Mirgas [2][3][4]